# Lijst van voetbalinterlands Argentinië - Jamaica
Deze lijst van voetbalinterlands is een overzicht van alle officiële voetbalwedstrijden tussen de nationale teams van Argentinië en Jamaica. De landen speelden tot op heden vier keer tegen elkaar. De eerste ontmoeting. een groepswedstrijd tijdens het Wereldkampioenschap voetbal 1998, werd gespeeld in Parijs (Frankrijk) op 21 juni 1998. Het laatste duel, een vriendschappelijke wedstrijd, vond plaats op 27 september 2022 in Harrison (Verenigde Staten).

## Wedstrijden
| № | Plaats        | Datum             | Competitie        | Wedstrijd            | Uitslag |
| - | ------------- | ----------------- | ----------------- | -------------------- | ------- |
| 1 | Parijs        | 21 juni 1998      | WK 1998           | Argentinië – Jamaica | 5 – 0   |
| 2 | Mar del Plata | 10 februari 2010  | Vriendschappelijk | Argentinië – Jamaica | 2 – 1   |
| 3 | Viña del Mar  | 20 juni 2015      | Copa América 2015 | Argentinië − Jamaica | 1 − 0   |
| 4 | Harrison      | 27 september 2022 | Vriendschappelijk | Jamaica − Argentinië | 0 − 3   |

## Samenvatting
| Competitie        | Totaal gespeeld | Winst Argentinië | Gelijk | Winst Jamaica | Doelsaldo Argentinië – Jamaica |
| ----------------- | --------------- | ---------------- | ------ | ------------- | ------------------------------ |
| WK-eindronde      | 1               | 1                | 0      | 0             | 5 − 0                          |
| Copa América      | 1               | 1                | 0      | 0             | 1 − 0                          |
| Vriendschappelijk | 2               | 2                | 0      | 0             | 5 − 1                          |
| Totaal            | 4               | 4                | 0      | 0             | 11 − 1                         |

Wedstrijden bepaald door strafschoppen worden, in lijn met de FIFA, als een gelijkspel gerekend.

## Details

### Eerste ontmoeting
| WK 1998 (Parijs, Frankrijk, 21 juni 1998): |              | |
| Argentinië | 5 – 0        | Jamaica |
| Ariel Ortega 32' Ariel Ortega 55' Gabriel Batistuta 72' Gabriel Batistuta 79' Gabriel Batistuta 83' (pen.)                                                                     | goals        | |
| Daniel Passarella | bondscoach   | René Simões |
| Carlos Roa Roberto Ayala Roberto Sensini 25' José Chamot Javier Zanetti Matías Almeyda Diego Simeone 80' Ariel Ortega Juan Sebastián Verón Claudio López 75' Gabriel Batistuta | opstellingen | Warren Barrett Frank Sinclair 62' Stephen Malcolm Ian Goodison Christopher Dawes 73' Theodore Whitmore Darryl Powell Fitzroy Simpson Ricardo Gardener 46' Deon Burton Paul Hall |
| Nelson Vivas 25' Marcelo Gallardo 75' Héctor Pineda 80' | wissels      | 46' Peter Cargill 62' Walter Boyd 73' Robbie Earle |
| José Chamot 65' | gele kaarten | ??' Peter Cargill |
| | rode kaarten | 4', 45' Darryl Powell |

### Tweede ontmoeting
| Vriendschappelijk (Mar del Plata, Argentinië, 10 februari 2010): |              | |
| Argentinië | 2 – 1        | Jamaica |
| Martín Palermo 83' Ignacio Canuto 90' | goals        | 46' Ryan Johnson |
| Diego Maradona | bondscoach   | Theodore Whitmore |
| Nelson Ibáñez Luciano Monzón Gabriel Mercado 88' Leonel Galeano 54' Mariano Echeverría 71' Patricio Toranzo Juan Mercier Franco Jara 46' Federico Insúa Walter Acevedo 60' Martín Palermo | opstellingen | Dwayne Miller Jermaine Taylor Adrian Reid Rodolph Austin 63' Lovel Palmer Richard Edwards 78' Ryan Johnson 69' Keammar Daley 89' Omar Cummings 64' Navion Boyd Theodore Whitmore |
| Gabriel Hauche 46' Nicolás Gaitán 54' Jesús Méndez 60' Matías Caruzzo 71' Ignacio Canuto 88'                                                                                              | wissels      | 63' Demar Stewart 64' Dane Richards 69' Je-Vaughn Watson 78' Devon Hodges 89' Jason Johnson                                                                                      |
| Gabriel Mercado 58' | gele kaarten | 38' Richard Edwards 77' Adrian Reid |
| - Debuut van Patricio Toranzo, Gabriel Mercado, Nelson Ibáñez, Leonel Galeano, Mariano Echeverría en Wálter Acevedo voor Argentinië. - Debuut van Jason Johnson voor Jamaica.             |              | |

AUF · A-internationals · Selecties · Bondscoaches · Argentijns vrouwenelftal · Olympisch elftal · Argentinië U21 · Argentinië U20 · Argentinië U19 · Argentinië U18 · Argentinië U17
1900 – 1909 ·
1910 – 1919 ·
1920 – 1929 ·
1930 – 1939 ·
1940 – 1949 ·
1950 – 1959 ·
1960 – 1969 ·
1970 – 1979 ·
1980 – 1989 ·
1990 – 1999 ·
2000 – 2009 ·
2010 – 2019 ·
2020 − 2029
WK 1930 · 
WK 1934 · 
WK 1958 · 
WK 1962 · 
WK 1966 · 
WK 1974 · 
WK 1978 · 
WK 1982 · 
WK 1986 · 
WK 1990 · 
WK 1994 · 
WK 1998 · 
WK 2002 · 
WK 2006 · 
WK 2010 · 
WK 2014 · 
WK 2018 ·
WK 2022
OS 1928 · 
OS 1988 · 
OS 1996 · 
OS 2004 · 
OS 2008 · 
OS 2016 · 
OS 2020
1902 · 
1903 · 
1904 · 
1905 · 
1906 · 
1907 · 
1908 · 
1909 ·
1910 · 
1911 · 
1912 · 
1913 · 
1914 · 
1915 · 
1916 · 
1917 · 
1918 · 
1919 ·
1920 · 
1921 · 
1922 · 
1923 · 
1924 · 
1925 · 
1926 · 
1927 · 
1928 · 
1929 ·
1930 · 
1931 · 
1932 · 
1933 · 
1934 · 
1935 · 
1936 · 
1937 · 
1938 · 
1939 ·
1940 · 
1941 · 
1942 · 
1943 · 
1944 · 
1945 · 
1946 · 
1947 · 
1948 · 1949 · 
1950 · 
1951 · 
1952 · 
1953 · 
1954 · 
1955 · 
1956 · 
1957 · 
1958 · 
1959 ·
1960 · 
1961 · 
1962 · 
1963 · 
1964 · 
1965 · 
1966 · 
1967 · 
1968 · 
1969 ·
1970 · 
1971 · 
1972 · 
1973 · 
1974 · 
1975 · 
1976 · 
1977 · 
1978 · 
1979 ·
1980 · 
1981 · 
1982 · 
1983 · 
1984 · 
1985 · 
1986 · 
1987 · 
1988 · 
1989 ·
1990 ·
1991 · 
1992 · 
1993 · 
1994 · 
1995 · 
1996 · 
1997 · 
1998 · 
1999 · 
2000 · 
2001 · 
2002 · 
2003 · 
2004 · 
2005 · 
2006 · 
2007 · 
2008 · 
2009 · 
2010 · 
2011 · 
2012 · 
2013 · 
2014 ·
2015 ·
2016 ·
2017 ·
2018 ·
2019 ·
2020 ·
2021 ·
2022 ·
2023
Albanië ·
Algerije ·
Angola ·
Australië ·
België ·
Bolivia ·
Bosnië en Herzegovina · 
Brazilië ·
Bulgarije ·
Canada ·
Chili ·
China ·
Colombia ·
Costa Rica · 
Curaçao ·
Denemarken ·
DDR ·
Duitsland ·
Ecuador ·
Egypte ·
El Salvador ·
Engeland ·
Estland ·
Frankrijk ·
Ghana ·
Griekenland ·
Guatemala ·
Haïti ·
Honduras ·
Hongarije ·
Hongkong ·
Ierland ·
IJsland ·
India ·
Indonesië ·
Irak ·
Iran ·
Israël ·
Italië ·
Ivoorkust ·
Jamaica ·
Japan ·
Joegoslavië ·
Kameroen ·
Kroatië ·
Libië ·
Litouwen · 
Marokko ·
Mexico ·
Nederland ·
Nicaragua ·
Nigeria ·
Noord-Ierland ·
Noorwegen ·
Oostenrijk ·
Panama ·
Paraguay ·
Peru ·
Polen ·
Portugal · 
Qatar ·
Roemenië ·
Rusland · 
Saoedi-Arabië · 
Schotland ·
Servië en Montenegro ·
Singapore ·
Slovenië ·
Slowakije ·
Sovjet-Unie ·
Spanje ·
Trinidad en Tobago ·
Tsjecho-Slowakije ·
Tunesië ·
Uruguay ·
Venezuela ·
Verenigde Arabische Emiraten ·
Verenigde Staten ·
Wales ·
Wit-Rusland · 
Zuid-Afrika ·
Zuid-Korea ·
Zweden ·
Zwitserland
Australië (2022) ·
België (2014) ·
Bosnië en Herzegovina (2014) ·
Brazilië (1982) ·
Brazilië (2005) ·
Denemarken (1995) ·
Duitsland (2006) ·
Duitsland (2014) ·
Frankrijk (2018) ·
Frankrijk (2022) ·
IJsland (2018) ·
Iran (2014) ·
Italië (1982) ·
Ivoorkust (2006) ·
Kroatië (2018) ·
Kroatië (2022) ·
Mexico (2006) ·
Nederland (1978) ·
Nederland (2006) ·
Nederland (2014) ·
Nederland (2022) ·
Nigeria (2010) ·
Nigeria (2014) ·
Nigeria (2018) ·
Saoedi-Arabië (1992) ·
Saoedi-Arabië (2022) · 
Servië en Montenegro (2006) ·
West-Duitsland (1986) · West-Duitsland (1990) ·
Zwitserland (2014)
JFF · A-internationals · Bondscoaches · Selecties · Statistieken · Jamaicaans vrouwenelftal · Olympisch elftal · Jamaica U21 · Jamaica U19 · Jamaica U17
1920 – 1959 · 
1960 – 1969 · 
1970 – 1979 · 
1980 – 1989 · 
1990 – 1999 · 
2000 – 2009 · 
2010 – 2019 · 
2020 – 2029
Gold Cup 1991 · 
Gold Cup 1993 · 
Gold Cup 1998 · 
Gold Cup 2000 · 
Gold Cup 2003 · 
Gold Cup 2005 · 
Gold Cup 2009 · 
Gold Cup 2011 · 
Gold Cup 2015
Copa América 2015
WK 1998
1925 · 
1926 · 
1927–1929 · 
1930 · 
1931 · 
1932 · 
1933–1934 · 
1935 · 
1936 · 
1937 · 
1938 · 
1939–1946 · 
1947 · 
1948 · 
1949 · 
1950 · 
1951 · 
1952 · 
1953 · 
1954–1956 · 
1957 · 
1958 · 
1959 · 
1960 · 
1961 · 
1962 · 
1963 · 
1964 · 
1965 · 
1966 · 
1967 · 
1968 · 
1969 · 
1970 · 
1971 · 
1972 · 
1973 · 
1974 · 
1975 · 
1976 · 
1977 · 
1978 · 
1979 · 
1980 · 
1981 · 
1982 · 
1983 · 
1984 · 
1985 · 
1986 · 
1987 · 
1988 · 
1989 · 
1990 · 
1991 · 
1992 · 
1993 · 
1994 · 
1995 · 
1996 · 
1997 · 
1998 · 
1999 · 
2000 · 
2001 · 
2002 · 
2003 · 
2004 · 
2005 · 
2006 · 
2007 · 
2008 · 
2009 · 
2010 · 
2011 · 
2012 · 
2013 · 
2014 · 
2015 · 
2016 ·
2017 ·
2018 ·
2019 ·
2020 ·
2021 ·
2022 ·
2023 ·
2024
Amerikaanse Maagdeneilanden ·
Antigua en Barbuda ·
Argentinië ·
Aruba ·
Australië ·
Bahama's ·
Barbados ·
Bermuda ·
Bolivia ·
Brazilië ·
Britse Maagdeneilanden ·
Bulgarije ·
Canada ·
Chili ·
China ·
Colombia ·
Costa Rica ·
Cuba ·
Curaçao ·
Dominica ·
Dominicaanse Republiek ·
Ecuador ·
Egypte ·
El Salvador ·
Engeland ·
Frankrijk ·
Ghana ·
Grenada ·
Guatemala ·
Guyana ·
Haïti ·
Honduras ·
Ierland ·
India ·
Indonesië ·
Iran ·
Japan ·
Jordanië ·
Kaaimaneilanden ·
Kameroen ·
Kroatië ·
Maleisië ·
Marokko ·
Mexico ·
Nederlandse Antillen ·
Nicaragua ·
Nieuw-Zeeland ·
Nigeria ·
Noord-Macedonië ·
Noorwegen ·
Panama ·
Paraguay ·
Peru ·
Puerto Rico ·
Qatar ·
Saint Kitts en Nevis ·
Saint Lucia ·
Saint Vincent en de Grenadines ·
Saoedi-Arabië ·
Servië ·
Suriname ·
Trinidad en Tobago ·
Uruguay ·
Venezuela ·
Verenigde Staten ·
Vietnam ·
Wales ·
Zambia ·
Zuid-Afrika ·
Zuid-Korea ·
Zweden ·
Zwitserland